# فانی ریور، آلاسکا
فانی ریور (به انگلیسی: Funny River) شهری در بخش شبه‌جزیره کنای ایالت آلاسکا است که جمعیت آن در سرشماری سال ۲۰۰۰ میلادی ۶۳۶ نفر بوده‌است.